# Карски Врата
Ка̀рски Врати (на руски: Карские Ворота) е проток между остров Вайгач на юг и Южния остров на архипелага Нова Земя на север, като свързва Карско море на изток с Баренцово море на запад. Дължина 33 km, ширина около 45 km, дълбочина да 119 m. Бреговете му са високи, каменисти и е осеян с множество малки острови и скали. Голяма част от годината е покрит с ледове. Административно е на територията на Архангелска област в Русия.

## Топографска карта
- Топографска карта R-39,40; М 1:1 000 000[2]